# Louis T.
Pour les articles homonymes, voir Tremblay.
Cet article concerne un humoriste, pour l'artiste contemporain voir Louis Tremblay
Louis T., de son vrai nom Louis Tremblay, est un humoriste québécois né en 1983, à Jonquière.

## Biographie
Finissant de l’École nationale de l'humour (2007), gagnant du Festival d'humour de l'Abitibi-Témiscamingue (2011),, et titulaire d’une nomination pour révélation du festival Juste pour rire (2011), il participe à deux galas  Le Grand Rire de Québec (2009, 2010), trois galas Juste pour rire (Bilan Nantel 2011, Gala Éric Salvail 2012 et Gala Le Chialâge d’Emmanuel Bilodeau 2013), ainsi que plusieurs apparitions télé, Grand Rire comédie club (Canal D, 2010), Fallu plaisante (Canal D, 2010), la Relève Juste pour rire (Canal Vox, 2009, 2010). Durant le festival Zoofest (2011), il anime le Cabaret coup de gueule,,,. Louis T. anime les Jeudis de l’humour présentés au Broue Pub Brouhaha pendant un an.
En 2012, il co-anime la Saint-Jean des humoristes avec Laurent Paquin, l’émission politico-humoristique Selon l'opinion comique à MAtv,,. Il est également l’un des collaborateurs réguliers à l’émission Entrée principale diffusée quotidiennement en direct à Radio-Canada. Cette même année, l'humoriste participe au festival Zoofest pour une performance en solo et, en 2013, une performance en compagnie de Kim Lizotte, Kim Lizotte VS Louis T, spectacle qui se poursuit dans plusieurs villes de province.
En tant qu'auteur, il conçoit des capsules diffusées pendant Juste pour rire en direct (2010), participe comme rédacteur au Festival Juste pour rire (2010). En 2012, il participe à l'écriture des textes du Gala Juste pour rire de Stéphane Rousseau et du Bye Bye. Il devient également le script-éditeur de la websérie Devenir expert en 3 minutes sur Lib TV mettant en vedette François Bellefeuille et Simon Leblanc et tient une chronique d'actualité hebdomadaire dans le journal Métro, ainsi qu'à MCBG et à GROStitres aux côtés de  Marie-Claude Savard et Benoît Gagnon. En 2013, il signe en partie les textes du premier one man show de François Bellefeuille.
Il est diagnostiqué autiste (syndrome d'Asperger) en 2016.
En 2021, il anime la série documentaire Louis T veut savoir, diffusée sur les ondes de Savoir média. Le 20 septembre 2021, il amorce une tournée à travers la province de Québec pour présenter son spectacle L’actu à Louis T, une revue de l’année.
Le style de Louis T. se caractérise par un humour engagé lié à l’actualité[réf. nécessaire]. 

## Carrière

### Spectacle
- 2015 - Louis T.
- 2017 - Objectivement parlant
- 2019 - Vérités et conséquences
- 2022 - Sexe, politique et pandémie

### Humour
- 2009 - Grand rire de Québec, présentation d'un numéro
- 2010 - Grand rire de Québec, présentation d'un numéro
- 2011 - Gala Juste pour rire, présentation d'un numéro
- 2012 - Gala Juste pour rire, présentation d'un numéro

### Télévision
- 2011 - En route vers mon premier gala Juste pour rire, participant, MATV
- 2012-2013 - Selon l'opinion comique, co-animateur, MATV
- 2013-2016 - Entrée principale, collaborateur quotidien, ICI Radio-Canada Télé
- 2015-2016 - BazzoTV, chronique C'est quoi le problème?, Télé-Québec
- 2020 - Les Suppléants, capsules éducatives, Télé-Québec
- 2021 - Louis T veut savoir, série documentaire, Savoir média

### Auteur
- 2010 - Capsules billeteries, auteur, Juste pour rire en direct
- 2010 - Festival Juste pour rire, rédacteur et concepteur
- 2011-2012 - Et dieu créa Laflaque, auteur, ICI Radio-Canada Télé
- 2011 - Comment devenir expert, auteur, Websérie diffusé sur Lib TV